# Zhoř u Tábora
Zhoř u Tábora là một làng thuộc huyện Tábor, vùng Jihočeský, Cộng hòa Séc.